# 自衛隊地方協力本部
自衛隊地方協力本部（じえいたいちほうきょうりょくほんぶ、Provincial Cooperation Office: PCO）は、防衛省に置かれている自衛隊の機関である。防衛庁（現: 防衛省）の組織改編に伴い、2006年（平成18年）7月31日に自衛隊地方連絡部から改組された。協力本部（きょうりょくほんぶ）または地本（ちほん）と略される。

## 任務
各都道府県下における自衛隊の総合窓口である。陸海空自衛隊共同の機関だが、その所在地を警備区域とする陸上自衛隊の方面総監の指揮監督下に置かれている。地方協力本部長は1佐（大都市等の地方協力本部長は将補）の階級にある自衛官、または同格の防衛事務官が務める。
北海道に4個、その他の各都府県庁所在地に1個、計50個置かれている。また、全国の主要都市には、各地方協力本部の下部機構として出張所や地域事務所、募集案内所、分駐所、駐在員事務所がある。後述するとおり、自衛隊員の新規募集や、退職自衛官の再就職支援を主な業務とすることから、話し上手で営業活動を得意とする自衛官（曹長～3曹）から任ぜられる広報官が置かれ、募集活動等に従事している。また、広報官は、有事や災害の際には、担任する地域に居住する即応予備自衛官を訪ねて招集命令の伝達も行う。
従来の地方連絡部の業務に加え、地方自治体との調整連絡などを新たに実施することとなっている。これにより地方協力本部の業務は大きく以下の5点に要約される。
1. 危機管理: 国民保護法に基づく各自治体の対策本部への要員派遣、対処部隊と行政機関とを繋ぐ連絡調整。有事・災害発生時の被害に関する初動の情報収集に協力する
2. 募集: 入隊志願者の応対など
3. 広報: 各種催事を通じての広報活動
4. 援護: 退職隊員の再就職、企業情報収集および予備自衛官などの人事管理と制度普及活動
5. その他: 国民体育大会などのスポーツ行事支援、土木工事、災害派遣等の依頼を受けた場合の連絡調整など

「防衛庁設置法等の一部を改正する法律」（平成18年5月31日法律第45号）によって地方連絡部を改組して置かれた。改正前自衛隊法第29条1項は「地方連絡部においては、自衛官の募集その他長官の定める事務を行う。」と規定していたが、同改正により「地方協力本部においては、地方における渉外及び広報、自衛官の募集その他長官の定める事務を行う。」と渉外及び広報活動任務が与えられた。近年では大規模災害対処における関係省庁との緊密な連絡調整が必要不可欠であることから、地方協力本部は政令指定都市の合同庁舎内に同居する傾向にある。
なお、地方協力本部（旧: 地方連絡部）に勤務している自衛官で通常営外居住を認められない3曹以下の独身者は、地本の管轄に営内居住可能な施設が設置されていない関係上、地本部長の裁量で営外居住が認められる場合も多く、またその場合は近隣の官舎に居住する。
これは、一つの組織に陸海空の自衛官が勤務する共同の部隊であることによる特例であり、また地本の事務所はその任務の特性上駐屯地外・駐屯地が所在する自治体で比較的駐屯地から離れた場所及び周辺の管轄自治体にあることが多く駐屯地に営内に居住すると通勤や営内者の外出の手続き上や管理に支障があるための措置である。地本から他部隊に転属がなされた時点で営外居住は取り消される。
自衛隊地方協力本部の広報官も自衛官であるので、自衛官採用募集の目標数等はあるものの、民間企業の営業手当に相当するものはない。また、残業手当に相当する超過勤務手当も、自衛官については支給されず、業務上の出張旅費が支給されるのみである。

## 自衛隊地方協力本部の一覧

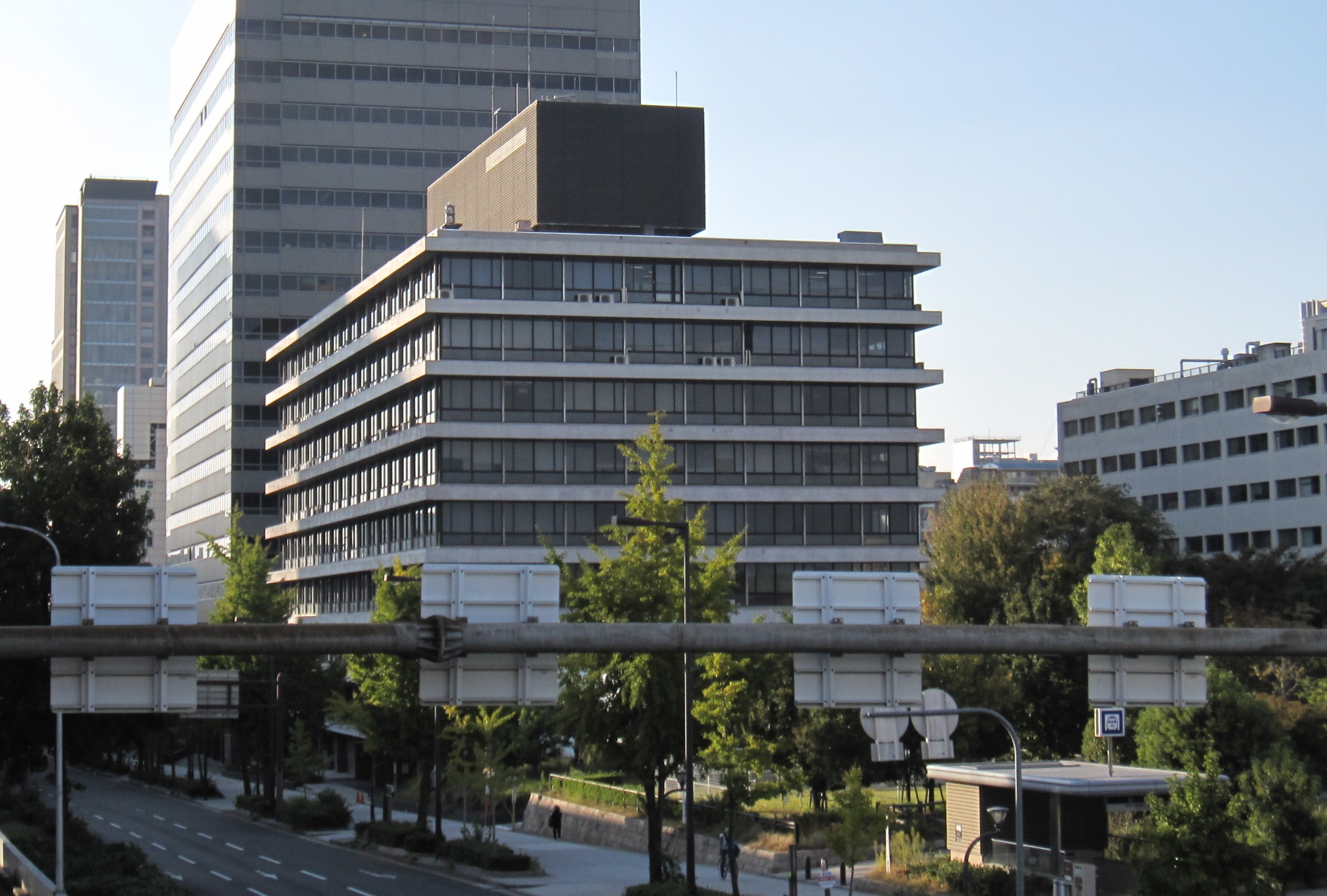
自衛隊大阪地方協力本部が入る大阪合同庁舎第2号館（大阪市中央区）

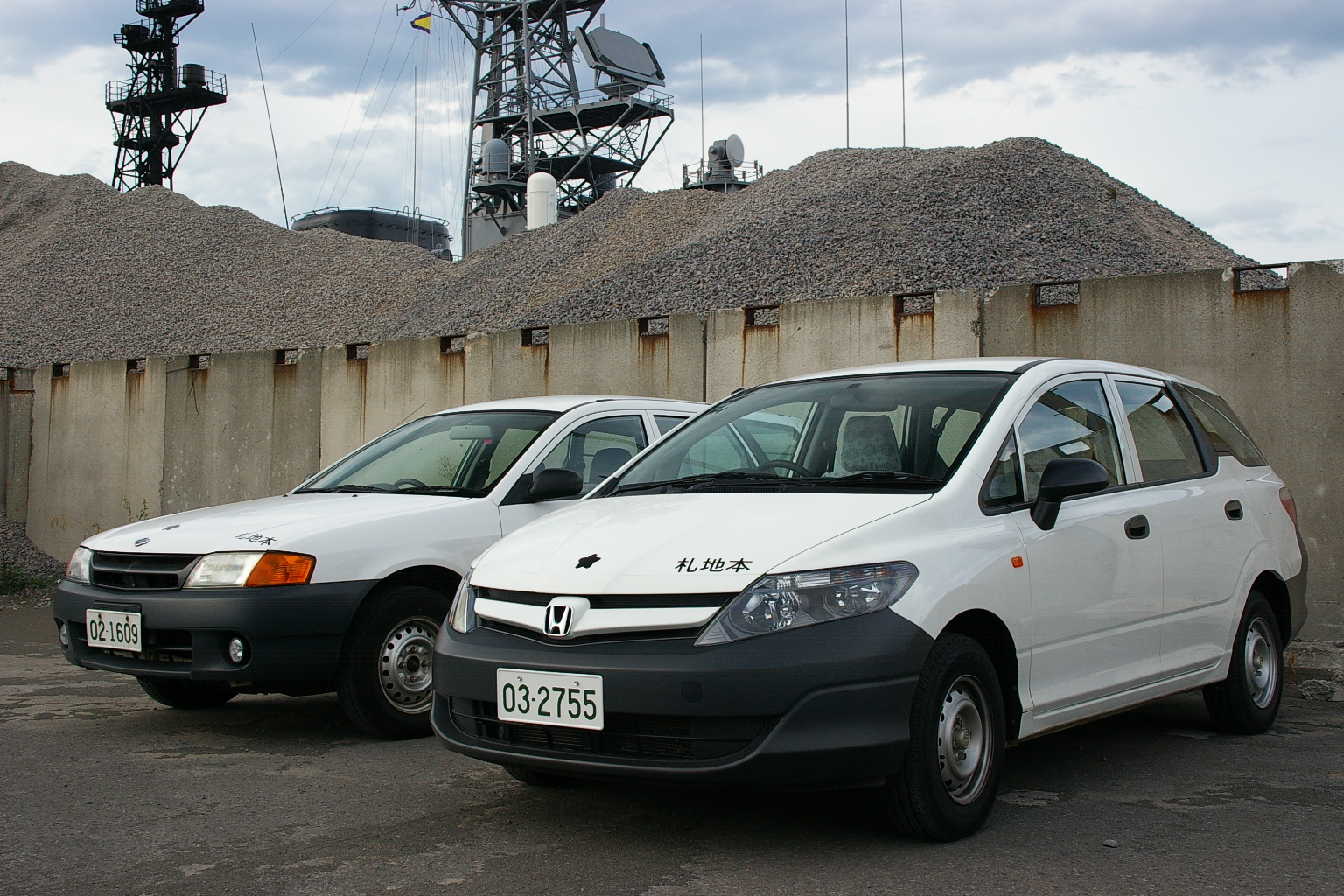
自衛隊札幌地方協力本部の業務車2号

北海道を除き、各本部は所在する府県を管轄する（自衛隊法施行令第四十八条）。
陸上自衛隊北部方面隊管轄 ※北海道防衛局管内
- 自衛隊札幌地方協力本部「札地本」：本部長→1佐たる自衛官または防衛事務官
- 自衛隊函館地方協力本部「函地本」：本部長→1佐たる自衛官または防衛事務官
- 自衛隊旭川地方協力本部「旭地本」：本部長→1佐たる自衛官または防衛事務官
- 自衛隊帯広地方協力本部「帯地本」：本部長→1佐たる自衛官または防衛事務官

陸上自衛隊東北方面隊管轄 ※東北防衛局管内
- 自衛隊青森地方協力本部「青地本」：本部長→1佐たる自衛官または防衛事務官
- 自衛隊岩手地方協力本部「岩地本」：本部長→1佐たる自衛官または防衛事務官
- 自衛隊宮城地方協力本部「宮地本」：本部長→1佐たる自衛官または防衛事務官
- 自衛隊秋田地方協力本部「秋地本」：本部長→1佐たる自衛官または防衛事務官
- 自衛隊山形地方協力本部「山地本」：本部長→1佐たる自衛官または防衛事務官
- 自衛隊福島地方協力本部「福地本」：本部長→1佐たる自衛官または防衛事務官

陸上自衛隊東部方面隊管轄 ※北関東防衛局・南関東防衛局管内
- 自衛隊茨城地方協力本部「茨地本」：本部長→1佐たる自衛官または防衛事務官
- 自衛隊栃木地方協力本部「栃地本」：本部長→1佐たる自衛官または防衛事務官
- 自衛隊群馬地方協力本部「群地本」：本部長→1佐たる自衛官または防衛事務官
- 自衛隊埼玉地方協力本部「埼地本」：本部長→1佐たる自衛官または防衛事務官
- 自衛隊千葉地方協力本部「千地本」：本部長→1佐たる自衛官または防衛事務官
- 自衛隊東京地方協力本部「東地本」：本部長→陸将補（陸上自衛隊）
- 自衛隊神奈川地方協力本部「神地本」：本部長→1佐たる自衛官または防衛事務官
- 自衛隊新潟地方協力本部「新潟地本」：本部長→1佐たる自衛官または防衛事務官
- 自衛隊山梨地方協力本部「山地本」：本部長→1佐たる自衛官または防衛事務官
- 自衛隊長野地方協力本部「長野地本」：本部長→1佐たる自衛官または防衛事務官
- 自衛隊静岡地方協力本部「静岡地本」：本部長→1佐たる自衛官または防衛事務官

陸上自衛隊中部方面隊管轄 ※近畿中部防衛局・中国四国防衛局管内
- 自衛隊富山地方協力本部「富地本」：本部長→1佐たる自衛官または防衛事務官
- 自衛隊石川地方協力本部「石地本」：本部長→1佐たる自衛官または防衛事務官
- 自衛隊福井地方協力本部「福地本」：本部長→1佐たる自衛官または防衛事務官
- 自衛隊岐阜地方協力本部「岐地本」：本部長→1佐たる自衛官または防衛事務官
- 自衛隊愛知地方協力本部「愛地本」：本部長→1佐たる自衛官または防衛事務官
- 自衛隊三重地方協力本部「三地本」：本部長→1佐たる自衛官または防衛事務官
- 自衛隊滋賀地方協力本部「滋地本」：本部長→1佐たる自衛官または防衛事務官
- 自衛隊京都地方協力本部「京地本」：本部長→1佐たる自衛官または防衛事務官
- 自衛隊大阪地方協力本部「大地本」：本部長→陸将補（陸上自衛隊）
- 自衛隊兵庫地方協力本部「兵地本」：本部長→1佐たる自衛官または防衛事務官
- 自衛隊奈良地方協力本部「奈地本」：本部長→1佐たる自衛官または防衛事務官
- 自衛隊和歌山地方協力本部「和地本」：本部長→1佐たる自衛官または防衛事務官
- 自衛隊鳥取地方協力本部「鳥地本」：本部長→1佐たる自衛官または防衛事務官
- 自衛隊島根地方協力本部「島地本」：本部長→1佐たる自衛官または防衛事務官
- 自衛隊岡山地方協力本部「岡地本」：本部長→1佐たる自衛官または防衛事務官
- 自衛隊広島地方協力本部「広地本」：本部長→1佐たる自衛官または防衛事務官
- 自衛隊山口地方協力本部「山地本」：本部長→1佐たる自衛官または防衛事務官
- 自衛隊徳島地方協力本部「徳地本」：本部長→1佐たる自衛官または防衛事務官
- 自衛隊香川地方協力本部「香地本」：本部長→1佐たる自衛官または防衛事務官
- 自衛隊愛媛地方協力本部「愛媛地本」：本部長→1佐たる自衛官または防衛事務官
- 自衛隊高知地方協力本部「高知地本」：本部長→1佐たる自衛官または防衛事務官

陸上自衛隊西部方面隊管轄 ※九州防衛局・沖縄防衛局管内
- 自衛隊福岡地方協力本部「福地本」：本部長→1佐たる自衛官または防衛事務官
- 自衛隊佐賀地方協力本部「佐地本」：本部長→1佐たる自衛官または防衛事務官
- 自衛隊長崎地方協力本部「長地本」：本部長→1佐たる自衛官または防衛事務官
- 自衛隊大分地方協力本部「大地本」：本部長→1佐たる自衛官または防衛事務官
- 自衛隊熊本地方協力本部「熊地本」：本部長→1佐たる自衛官または防衛事務官
- 自衛隊宮崎地方協力本部「宮地本」：本部長→1佐たる自衛官または防衛事務官
- 自衛隊鹿児島地方協力本部「鹿地本」：本部長→1佐たる自衛官または防衛事務官
- 自衛隊沖縄地方協力本部「沖地本」：本部長→陸将補（陸上自衛隊）